# Dorota Gorjanská
Dorota Gorjanská († 19. září-24. září 1438) byla bosenská královna z uherské dynastie Gorjanských.

## Život
Narodila se jako dcera uherského magnáta Jana Gorjanského a Hedviky, dcery plockého knížete Zemovíta IV. Roku 1428 byla provdána za bosenského krále Tvrtka II., který krátce předtím uzavřel dědičskou smlouvu s Heřmanem Celjským Sňatek s Dorotou, jenž si vysloužil nesouhlas řady bosenských šlechticů, měl spojenectví utužit. Předtím byl nucen papeži potvrdit, že bude podporovat katolickou církev, jinak by nedostal povolení k sňatku. Následně se manželé dostali do sporu s františkánem Jakubem z Marky, který svůj neúspěch v šíření víry omlouval nedostatečnou podporou královského páru a Dorotu obvinil z pokusu o vraždu. Oba, Dorota i Tvrtko, podle něho byli zlí lidé.
Královna Dorota zemřela v září 1438 a byl pohřbena v kapli na hradě Bobovac. Při archeologickém průzkumu ve 20. století byl nalezen dětský hrob, což naznačuje, že pár snad měl dítě, jež zřejmě zemřelo v raném věku.